# Česnek medvědí

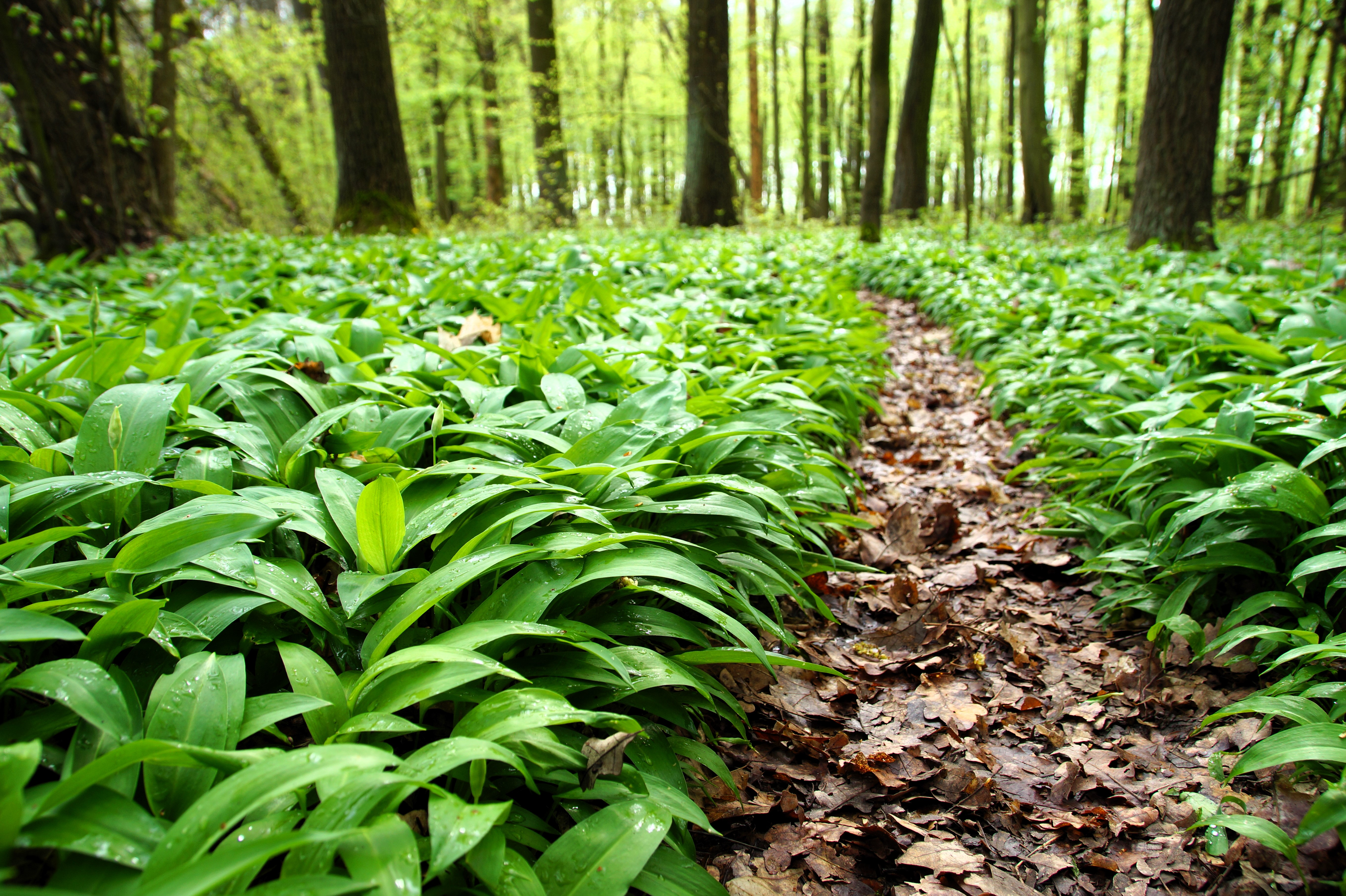
Česnek medvědí vytváří na jaře bohaté porosty

Česnek medvědí (Allium ursinum); lidově též lesní česnek, je druh vytrvalé jednoděložné rostliny z čeledi amarylkovitých.

## Popis
Česnek medvědí je vytrvalá, asi 10–45 cm vysoká bylina s podzemní cibulí. Cibule je podlouhlá, asi 4–6 cm dlouhá a 1–2 cm tlustá, obalné šupiny jsou bělavé až žlutavé, síťnatě se nerozpadají.
Listy jsou víceméně přízemní, řapíkaté, čepele jsou úzce eliptické až úzce vejčité, na rubu nejsou vynikle žilnaté, cca 10–20 cm dlouhé a 2–5 cm široké. Květy jsou uspořádány do květenství, jedná se o lichookolík (stažený šroubel), který je polokulovitý, celkem řídký, obsahuje asi 10–20 květů, pacibulky chybí. Květenství je podepřeno dvouklaným toulcem, který je kratší než stopky květů. Okvětní lístky jsou cca 10 mm dlouhé a 2 mm široké, bílé. Plodem je tobolka.

### Určení
Medvědí česnek je při nepozornosti možné zaměnit s jedovatou konvalinkou, zpravidla však tyto druhy nerostou ve stejných lokalitách. Základním rozpoznávacím znamením je česneková vůně podrcených listů, která u konvalinky nebo ocúnu schází.

## Rozšíření

### Ve světě
Jedná se o převážně evropský druh. Je rozšířen v západní a střední Evropě i ve Velké Británii. Na jih zasahuje do Španělska, Itálie a na severní Balkán, na sever po jižní Skandinávii, na východ po evropské Rusko a sahá až na Kavkaz.

### VČesku
V Česku je to místy běžný druh, jeho výskyt je však značně nerovnoměrný. Všeobecně je hojnější na Moravě a v severovýchodní části Čech než v jihozápadní části Čech.  
Nejčastěji roste ve vlhkých živinami bohatších lesích, hlavně luzích. Častější je v nížinách ale občas zasahuje až do hor. V některých nížinných luzích a vlhkých dubohabřinách na Moravě se vyskytuje masově a v sezóně pokrývá celý podrost, na katastru Břeclavi podle něj dokonce vznikl pomístní název Česnekový les. Hojně roste rovněž např. v národní přírodní rezervaci Libický luh nedaleko soutoku Labe a Cidliny.

## Poddruhy
Většinou jsou uznávány 2 poddruhy, a to česnek medvědí pravý (Allium ursinum subsp. ursinum), který se vyskytuje spíše v západní a střední Evropě a má květní stopky drsné s papilami, a česnek medvědí ukrajinský (Allium ursinum subsp. ucrainicum), který má květní stopky hladké bez papil a roste spíše ve východní a jihovýchodní Evropě. V ČR rostou oba, na Moravě a v severovýchodních Čechách spíše česnek medvědí ukrajinský, jinde v Čechách spíše česnek medvědí pravý. V místě, kde se areály poddruhů dotýkají, najdeme přechodné typy a směsné populace.

## Obsah látek
Celá rostlina (stejně jako běžný česnek nebo cibule) obsahuje alicin, který brzdí růst hub a plísní, účinkuje proti herpes virům a některým bakteriím rodů Bacillus, Enterococcus a Streptococcus. Sloučeniny obsažené v rostlinách rodu Allium totiž reagují se sulfanylovými skupinami membránových proteinů buněk. Obecně obsahuje rostlina vysoké množství organosírových sloučenin, které způsobují i typický štiplavý česnekový zápach, ale tyto sloučeniny nejsou příliš odolné tepelné úpravě. Je také bohatá na fenoly a stejně jako ostatní rostliny z rodu Allium má vysoký obsah flavonoidů. Obsahem flavonoidů a vitamínu C ale nijak nevyniká nad ostatní druhy rodu Allium – vyšší obsahy obou byly zjištěny jak u česneku kuchyňského, tak česneku viničního.

## Použití
Česnek medvědí je používán jako léčivá rostlina, zelenina a pěstuje se i pro okrasu. Pěstován byl již v mezolitu. V přírodních rezervacích (PR) a obzvlášť v národních přírodních rezervacích (NPR) sběr rostlin přímo zakazuje zákon č. 114/1992 Sb. o ochraně přírody a krajiny § 29 odst. i a § 34 odst. e, na jejich území tedy česnek medvědí trhat nelze.
V gastronomii se užívá na výrobu pesta, čerstvou natí se koření bílé polévky, omáčky, masa a podobně. Česneková chuť je mírnější než u kuchyňského česneku. Rostlina je jedlá celá – sbírá se nať na počátku květu, tj. v dubnu a květnu, a cibule v srpnu a září. Při sběru je třeba dávat pozor na záměnu s mladými listy jedovaté konvalinky

či ocúnu jesenního.

V tradiční evropské medicíně se používal ke zlepšení trávení, léčbě onemocnění dýchacích cest a prevenci kardiovaskulárních onemocnění. Studie zatím prokázaly jeho pozitivní vliv na prevenci kardiovaskulárních onemocnění (ovlivňuje tekutost tukových membrán, reguluje zvýšený krevní tlak, ovlivňuje biosyntézu cholesterolu velmi podobně jako česnek), ve studii provedené na krysách snižoval křeče a napětí v trávicím traktu a některé v něm obsažené flavonoidy snižují také srážlivost krve, což může při vysoké konzumaci vyústit až v hemolitickou aktivitu. Doporučuje se proto opatrnost při užívání u jedinců náchylných na oxidativní poškození červených krvinek nebo již užívajících medikamenty proti srážlivosti krve.

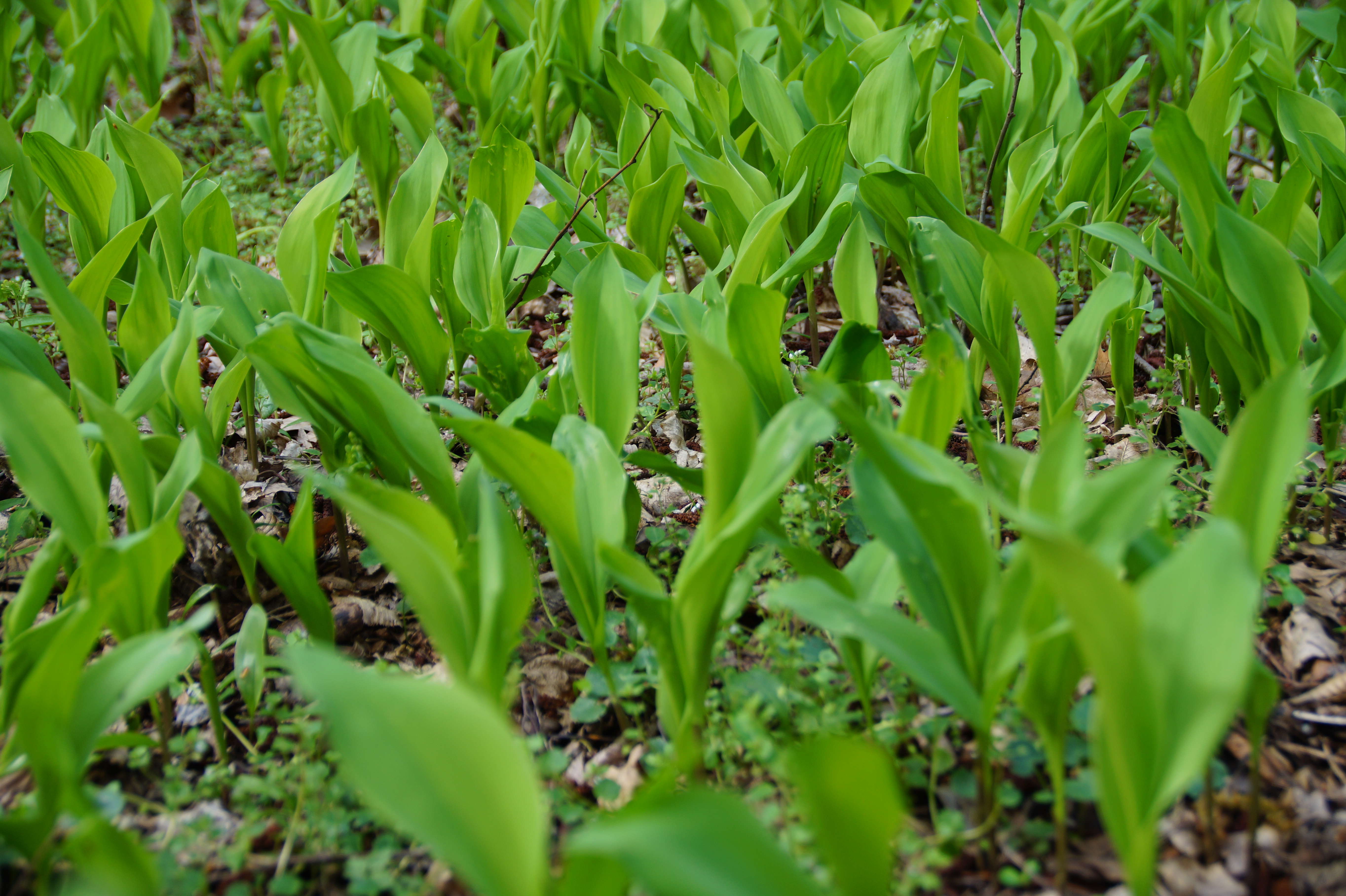
Dosud nekvetoucí konvalinku vonnou lze zaměnit za listy česneku medvědího.

### Včelařství
Česnek medvědí je výbornou nektarodárnou i pylodárnou rostlinou. V místech, kde česnek roste ve větším počtu, je snůška z česneku skvělou jarní podněcovací snůškou. Nektarium česneku vyprodukuje za 24 hodin 0,27 mg nektaru s cukernatostí 52 %. Cukerná hodnota, tedy množství cukru vyprodukovaného v květu za 24 hodin, je 0,14 mg. Nektar obsahuje především sacharózu, fruktózu a glukózu. Pyl česneku včely sbírají především dopoledne, pylové rousky jsou hnědavé.
Nektar i pyl mají silnou česnekovou vůni. Druhové medy z česneku jsou produkovány v alpských oblastech, kde roste česneku velké množství. Med má typické aroma po česneku, které po delším skladováním medu zmizí.

## Galerie

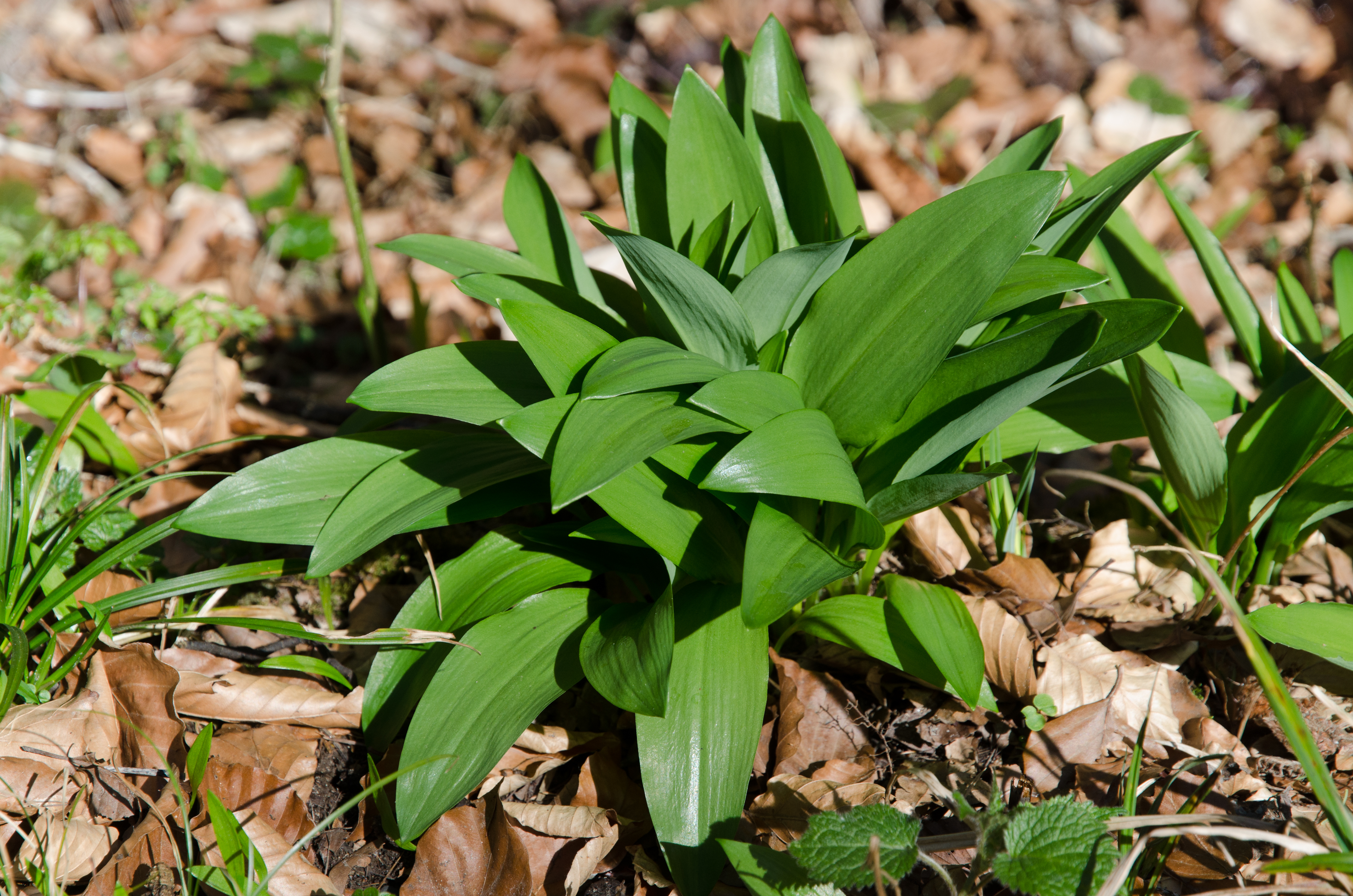
Listy medvědího česneku
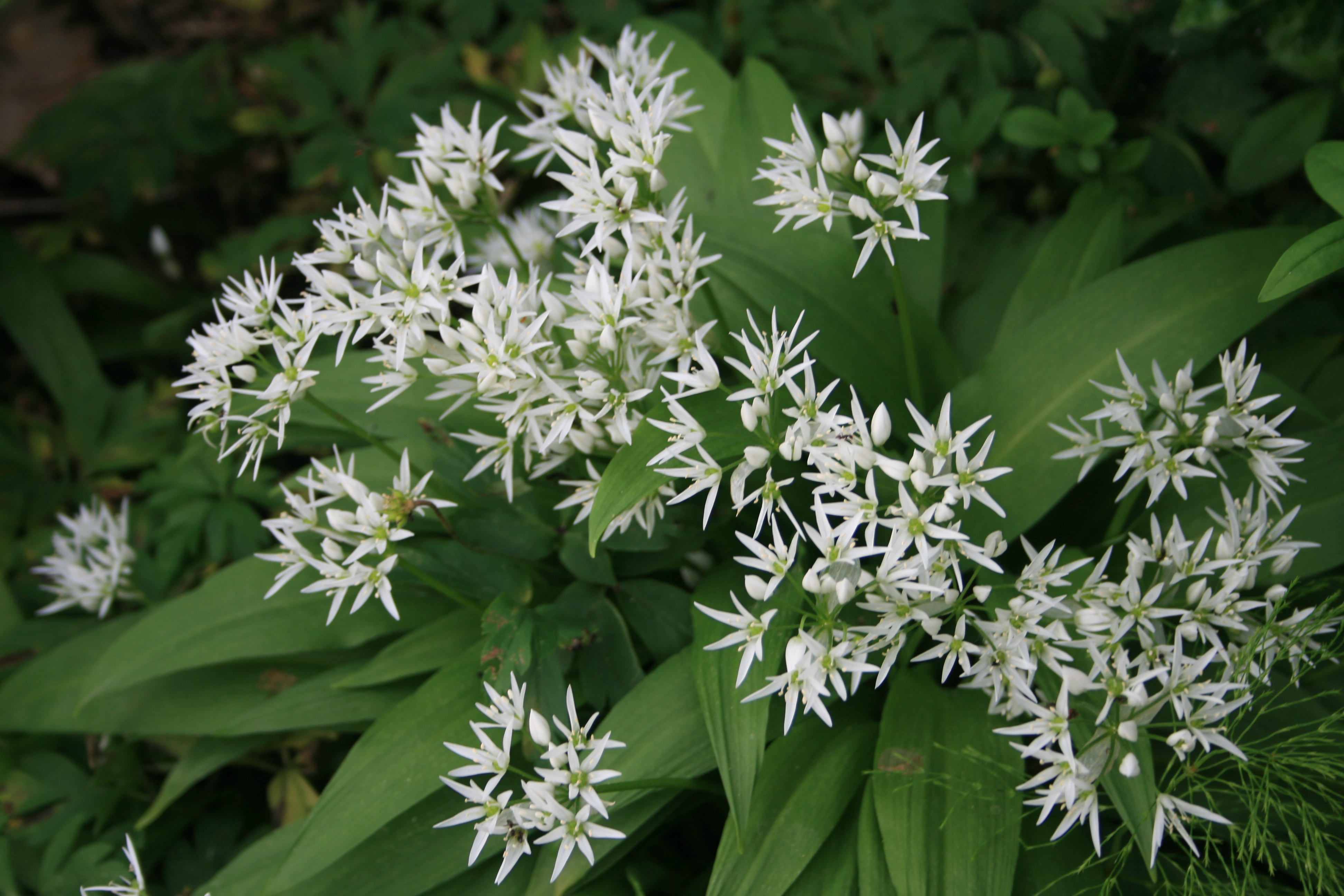
Květy medvědího česneku
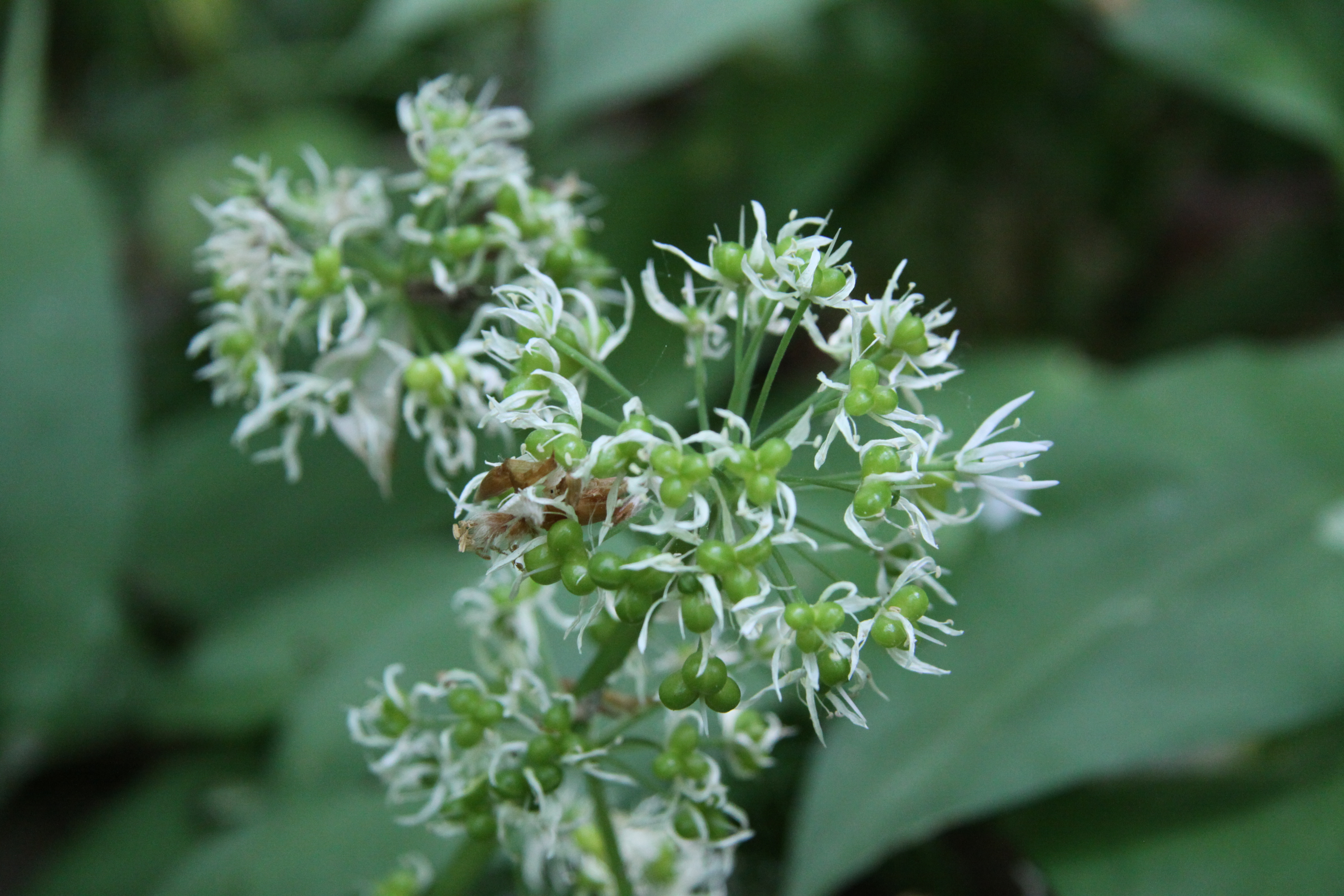
Plody na odkvétající rostlině
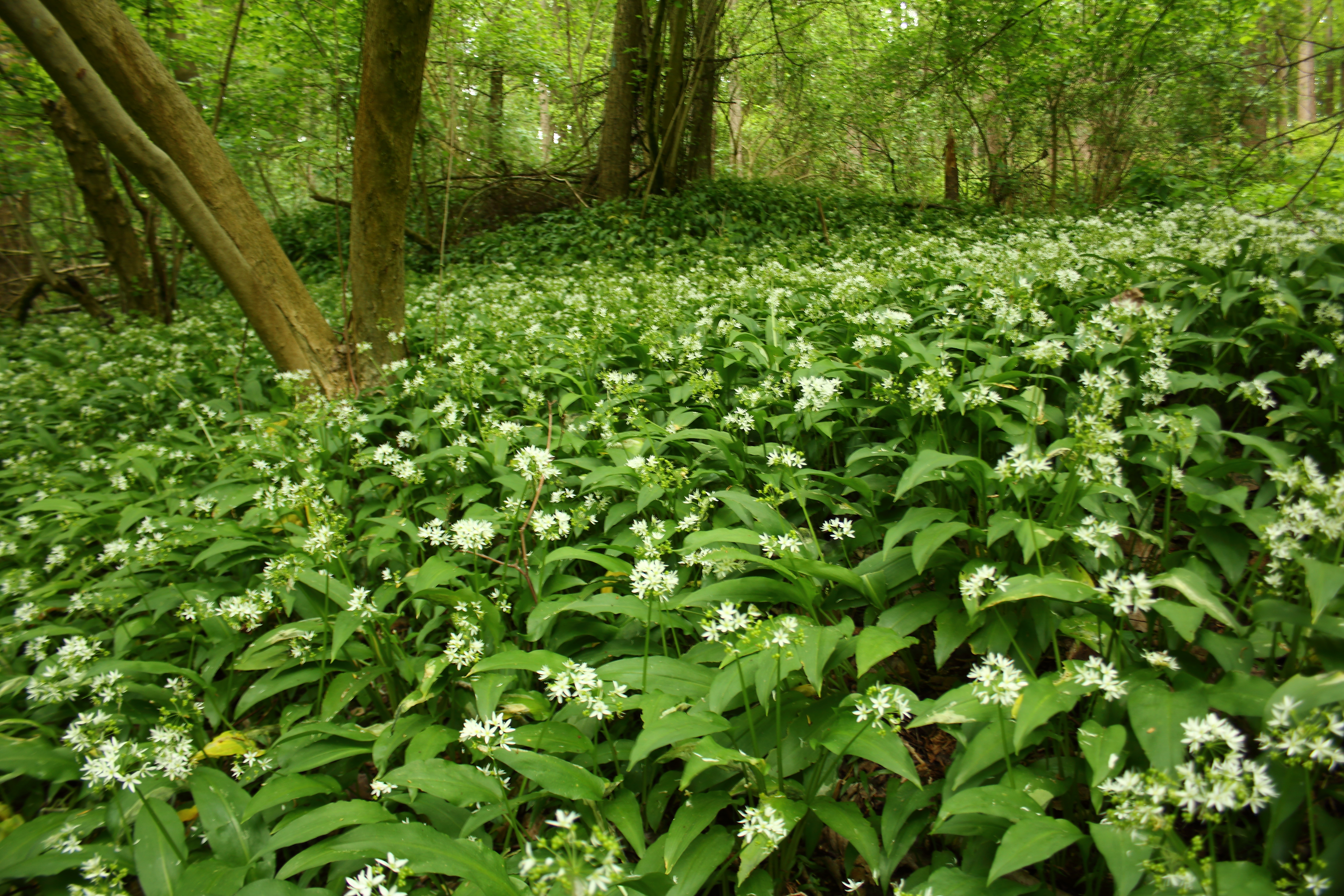
Divoce rostoucí medvědí česnek